# Raión de Lyuban
Lyuban (en bielorruso: Любанскі раён) es un raión o distrito de Bielorrusia, en la provincia (óblast) de Minsk. 
Comprende una superficie de 1 915 km².
El centro administrativo es la ciudad de Liuban.

## Demografía
Según estimación 2010 contaba con una población total de 35 444 habitantes.

## Subdivisiones
Comprende la ciudad subdistrital de Liuban, el asentamiento de tipo urbano de Urecha y ocho consejos rurales:
- Asavets
- Kamuna (con capital en Sosny)
- Malyya Haradziátsichy
- Rachén
- Sarachý
- Sosny 2
- Tal
- Yúshkavichy (con capital en Smólhava)